# Чемеринцы
Чемеринцы (укр. Чемеринці) — село в Перемышлянской городской общине Львовского района Львовской области Украины.
Население по переписи 2001 года составляло 743 человека. Занимает площадь 5,29 км². Почтовый индекс — 81233. Телефонный код — 3263.